# Corti Catalane
Le Corti Catalani o Corte Generale della Catalogna (catalano: Corts Catalanes o Cort General de Catalunya) furono l'assemblea legislativa  del Principato di Catalogna dal XIII al XVIII secolo.
Composte dal re comme conte di Barcelona e dai tre stati (braços), le Corti Catalane furono il risultato dell'evoluzione territoriale e istituzionale della Corte Comitale di Barcellona, e presero la sua forma istituzionale definitiva nel 1283, secondo lo storico Thomas Bisson, e furono considerato da diversi storici come modello del parlamento medievale. Lo studioso Charles Howard McIlwain ha scritto che la Corte Generale della Catalogna aveva un'organizzazione meglio definita rispetto ai parlamenti di Inghilterra o Francia. A differenza dei Corti di Castiglia dell'epoca che funzionavano principalmente come organo consultivo al quale il re concedeva privilegi ed esenzioni, i Corti Catalane erano un organismo regolatore, poiché le loro decisioni avevano forza di legge, nel senso che il re non poteva unilateralmente revocarli, essendo il primo parlamento d'Europa ad ottenere ufficialmente il potere di legiferare, insieme al monarca. È paragonabile a istituzioni simili in tutta Europa, come il Parlamento inglese e le Diete (tedesco: Landtage) delle "lander" tedesche.
I Corti Generali della Corona d'Aragona erano l'incontro simultaneo dei Corti d'Aragona, dei Corti di Valencia e dei Corti di Catalogna. Il Regno di Maiorca non convocava Corti e quindi inviava i propri rappresentanti presso i Corti del Principato. Dato che i Corti non potevano tenersi al di fuori dell'Aragona e del Principato di Catalogna, spesso si tenevano a Monzón o a Fraga, città aragonesi equidistanti tra Saragozza e Barcellona.
Le Corti Catalane si riunirono per quasi cinque secoli, finché non furono abolite dai Decreti di Nueva Planta del 1716. Da allora in poi le Corti di Castiglia opereranno come Corti unificate della Spagna, tranne che in Navarra. Nonostante alcuni tentativi di ristabilire i Corti, la Catalogna recuperò un'assemblea legislativa solo nel 1932, sotto forma dell'attuale Parlamento della Catalogna.